# University Apartments
Les University Apartments, également connus comme les University Park Condominiums, sont une copropriété de deux bâtiments de dix étages située dans le quartier de Hyde Park à Chicago, aux États-Unis.
Elle a été conçue par les architectes américains Ieoh Ming Pei et Araldo Cossutta. C'est la proximité avec l'université de Chicago qui lui donne son nom.
L'ensemble est inscrit au Registre national des lieux historiques depuis 2005.